# Capital One

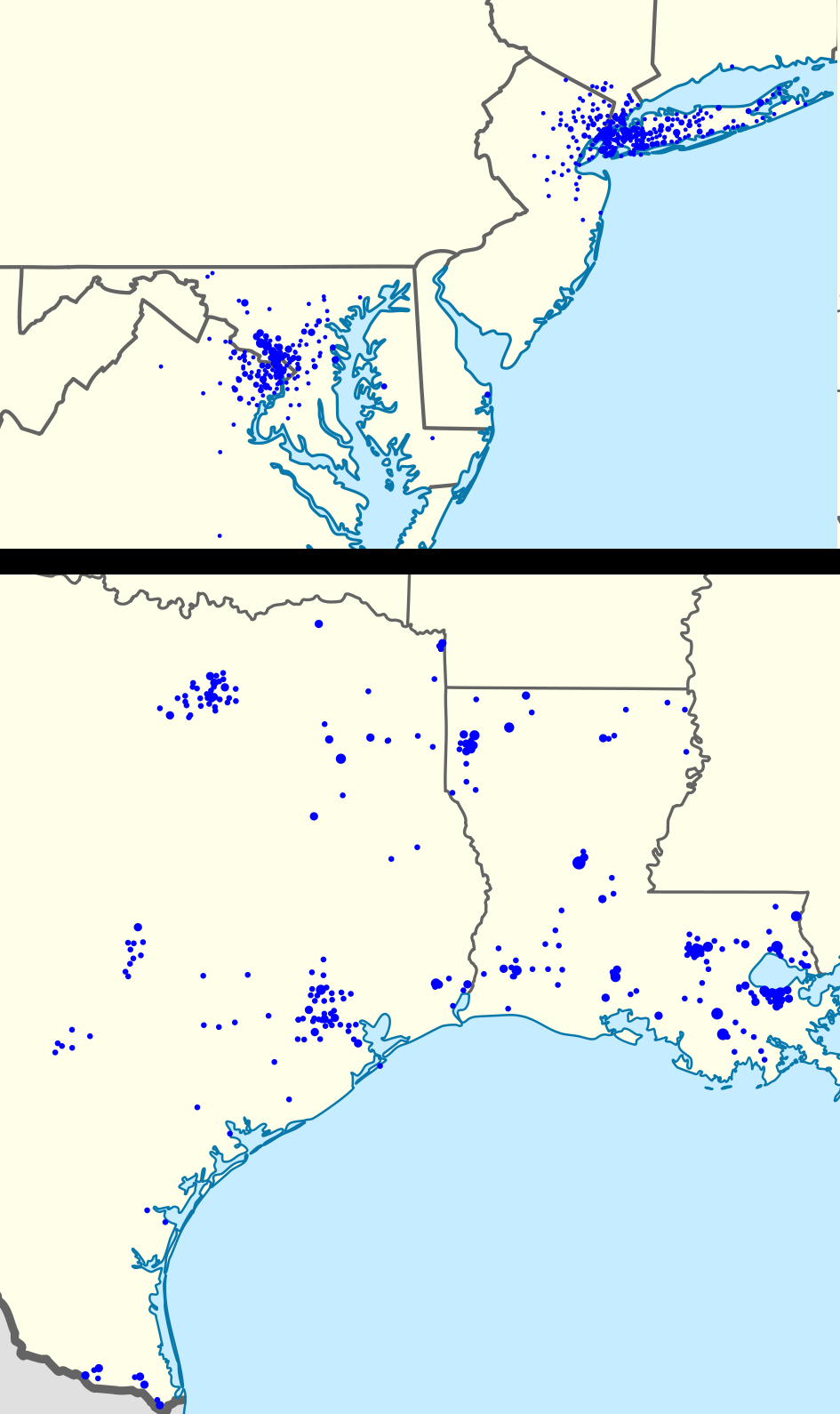
Carte des implantations de Capital One en 2010.

Capital One Financial Corporation est une banque dont le siège social est situé à Richmond dans l'État de Virginie aux États-Unis. Capital One est spécialisée dans la vente de crédit à la consommation, immobilier et dans la gestion des cartes de crédit.
Depuis 2012, elle est devenue le sponsor de la Coupe de la Ligue anglaise de football rebaptisée Capital One Cup.
Capital One est le cinquième plus grand fournisseur de cartes de crédit au monde, et la 11e plus grande banque des États-Unis.

## Histoire
En juillet 1994, Signet Financial annonce la scission de ses activités de cartes de crédit, qui ont alors pris le nom de Capital One. L'entreprise devient indépendante en février 1995 .
En 2005, Capital One acquiert Hibernia, une banque présente en Louisiane et au Texas, pour 5,35 milliards de dollars.
En mars 2006, Capital One acquiert North Fork Bancorp pour 14,6 milliards de dollars, acquérant ainsi 355 agences bancaires dans l'agglomération de New York,,.
En décembre 2008, Capital One acquiert Chevy Chase Bank, ayant 250 agences bancaires dans la région de la ville de Washington, pour 520 millions de dollars,.
En juin 2011, Capital One acquiert les activités de banques en lignes ING Direct USA pour 9 milliards de dollars, dont 6,2 milliards en liquidité et 2,8 milliards en échange d'actions, soit 9,9 % des actions de Capital One. Cette acquisition fait de Capital One l'une des plus grandes banques des États-Unis,,,.
En août 2011, Capital One acquiert les opérations de cartes bancaires aux États-Unis d'HSBC pour 2,6 milliards de dollars,,.
En août 2015, General Electric vend pour 9 milliards de dollars ses activités financières dédiées à la santé à Capital One.
En novembre 2017, Capital One annonce mettre un terme à ses activités dans les crédits hypothécaires, qui ont intégré le groupe lors de l'acquisition d'NG Direct USA, cela induit la suppression de 1 100 emplois.
En février 2024, Capital One annonce l'acquisition de Discover Financial, entreprise de carte de crédit, dans le but de concurrencer Mastercard et Visa. La fusion est critiquée pour l'augmentation des frais d'utilisations de cartes de crédit qu'elle risque d'inciter,.

## Principaux actionnaires
Au 8 janvier 2020 :
| Dodge & Cox                                         | 9,11 % |
| Capital Research & Management Co. (World Investors) | 7,66 % |
| The Vanguard Group                                  | 7,53 % |
| Capital Research & Management                       | 4,54 % |
| SSgA Funds Management                               | 4,48 % |
| Fidelity Management & Research                      | 3,40 % |
| Davis Selected Advisers                             | 2,93 % |
| BlackRock Fund Advisors                             | 2,54 % |
| Putnam                                              | 2,52 % |
| JPMorgan Investment Management,                     | 2,13 % |